# Duinsabelsprinkhaan
De duinsabelsprinkhaan (Platycleis albopunctata) is een insect uit de sprinkhanenfamilie sabelsprinkhanen (Tettigoniidae).

## Beschrijving
De duinsabelsprinkhaan heeft een grijsbruine kleur met soms groenige vlekken, geheel groene exemplaren zijn zeer zeldzaam. De achterpoten zijn erg lang en de geribbelde structuur waarmee geluid wordt gemaakt (stridulatie) is goed zichtbaar. De vleugels hebben lichtere vlekken en reiken tot voorbij de achterlijfspunt, de twee voelsprieten zijn ongeveer zo lang als het lichaam inclusief vleugels. Het voorhoofd, het deel van de kop tussen de antennes, is bij deze soort relatief breed.
Mannetjes worden 15 tot 23 millimeter lang en vrouwtjes 20 tot 24 millimeter. Vrouwtjes zijn van de mannetjes te onderscheiden omdat ze een kleine, gekromde en meestal zwarte legbuis hebben die doet denken aan een angel. De sprinkhaan kan er echter niet mee steken en gebruikt de legbuis alleen om de eitjes in de grond af te zetten.

## Algemeen
Deze soort komt met name voor in kustduinen, en leeft in gebieden met een kalk- of zandgrond en een wat schralere begroeiing met struiken en graspollen waar de sprinkhaan onder schuilt. In Nederland leeft deze soort alleen in de duinen, in België ook meer in het binnenland en verder komt de sprinkhaan voor tot in het Middellandse Zeegebied. De populaties zijn vaak erg groot en dicht zodat vele dieren opspringen als men door een door deze soort bewoond gebied loopt.
De soort is van juli tot september te zien en is vooral actief van één uur 's middags tot een uur 's nachts. Het is een goede vlieger die ook goed kan springen.

## Afbeeldingen

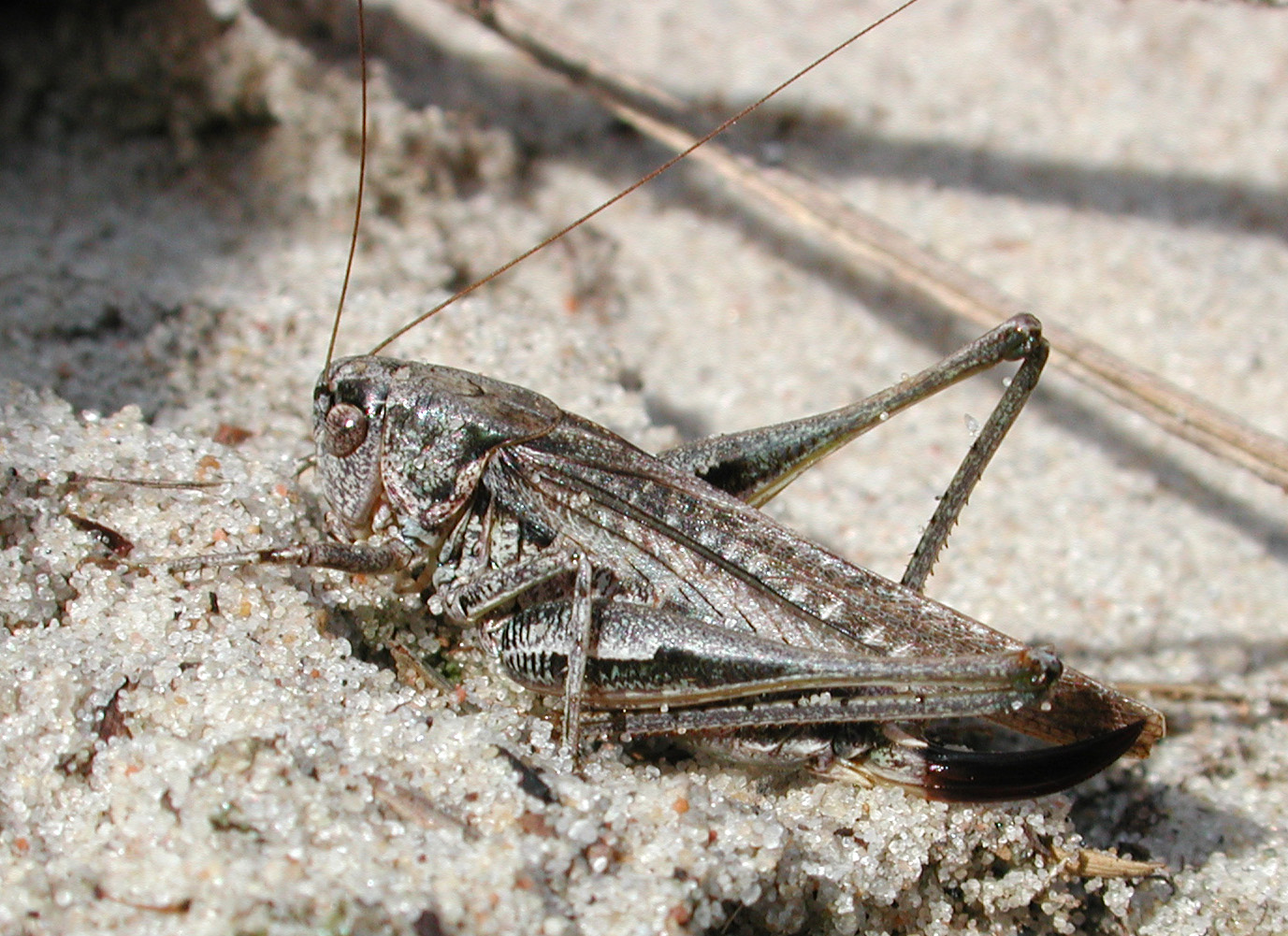
Vrouwtje met legbuis.
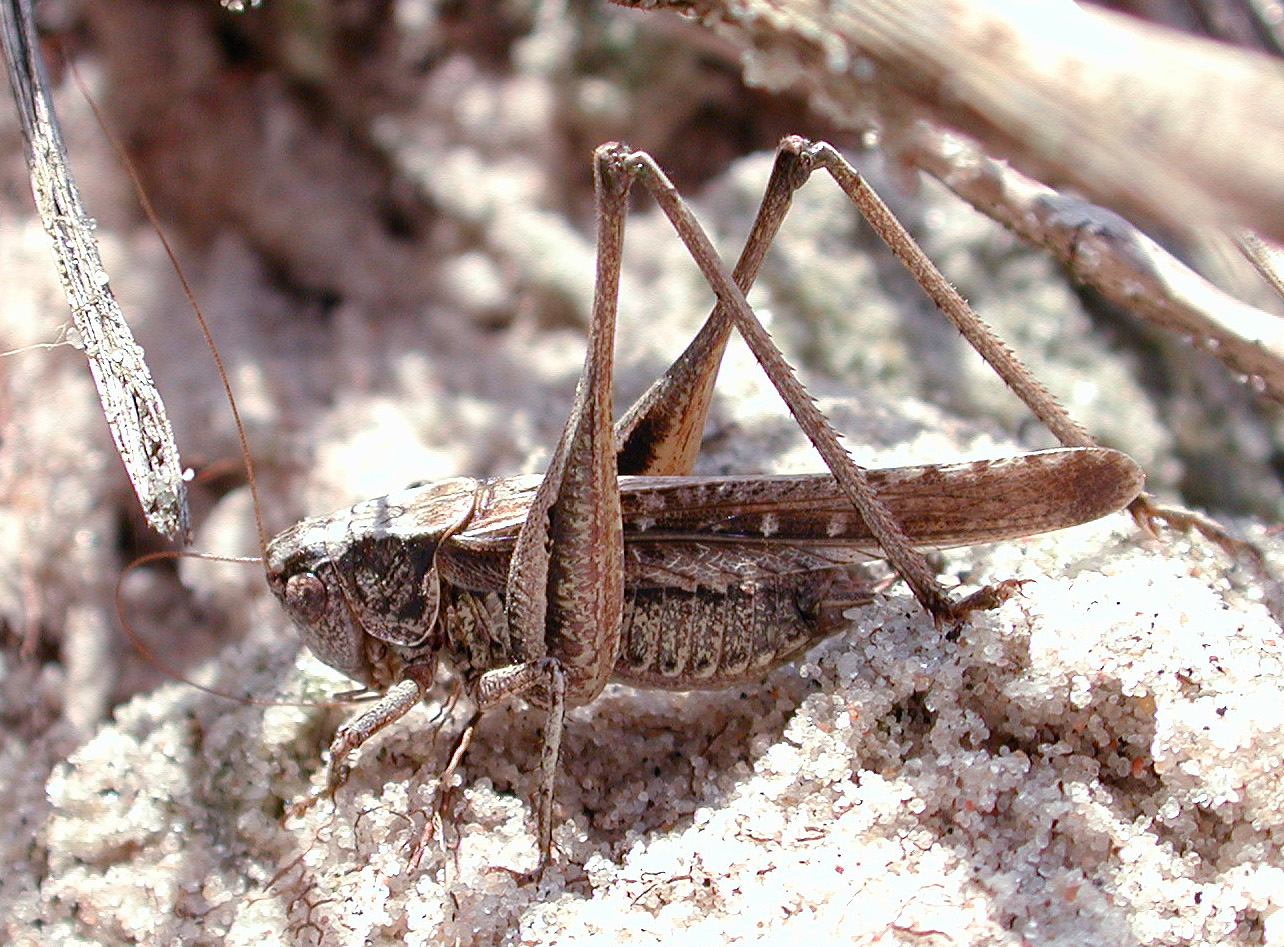
Mannetje.